# 天兔座S
天兔座S，又名CD-24 3679，HD 41698、SAO 171222、HR 2156，是天兔座的一颗恒星，视星等为6.95，位于銀經230.46，銀緯-20.34，其B1900.0坐标为赤經6h 1m 38.2s，赤緯-24° -20.34′ 10″。